# Hintonia lumaeana
Hintonia lumaeana är en måreväxtart som först beskrevs av Henri Ernest Baillon, och fick sitt nu gällande namn av Arthur Allman Bullock. Hintonia lumaeana ingår i släktet Hintonia och familjen måreväxter. Inga underarter finns listade i Catalogue of Life.